# Joost Walraven
Joost Walraven (* 6. Februar 1947 in Breda) ist ein niederländischer Bauingenieur.
Walraven studierte Bauingenieurwesen an der TU Delft mit dem Diplom 1972. Danach war er am Stevin-Labor der TU Delft und wurde 1980 promoviert (Aggregate Interlock: an experimental and theoretical analysis). 1981 bis 1985 war er im Ingenieurbüro Corsmit in Den Haag. 1985 wurde er Professor an der TU Darmstadt und 1989 an der TU Delft.
Er beschäftigte sich mit unterschiedlichen Aspekten von Beton und Betonkonstruktionen wie Kriechen und Schrumpfen von Beton, Scheren, Durchstanzen, Rissbreitenkontrolle, Rotationsfähigkeit von Betonkonstruktionen, Verhalten von Fertigbetonteilen und in jüngster Zeit mit Entwicklung neuer Betonsorten wie hochfestem Beton, selbstverdichtendem Beton, Hochleistungsfaserbeton, und niedrigem Bindemittelbeton.
1998 erhielt er die fib- und 2014 die Freyssinet-Medaille. 2000 bis 2002 war er Präsident der Fédération internationale du béton (fib). Er war Vorstand des Komitees, das 2004 den Eurocode 2 (Betonkonstruktionen, Concrete structures) herausgab. Außerdem stand er der fib-Arbeitsgruppe Hochleistungsfaserbeton vor. 2009 wurde er Ehrendoktor der Universität Kassel.